# Rue de Palestine
Pour les articles homonymes, voir Palestine.
La rue de Palestine est une voie située dans le 19e arrondissement de Paris, en France.

## Situation et accès
La rue de Palestine est une voie globalement orientée nord-sud. Elle débute au sud sur la rue de Belleville et se termine au nord sur la rue des Solitaires. La rue Fessart débouche sur son côté ouest, à peu près en son milieu.

## Origine du nom

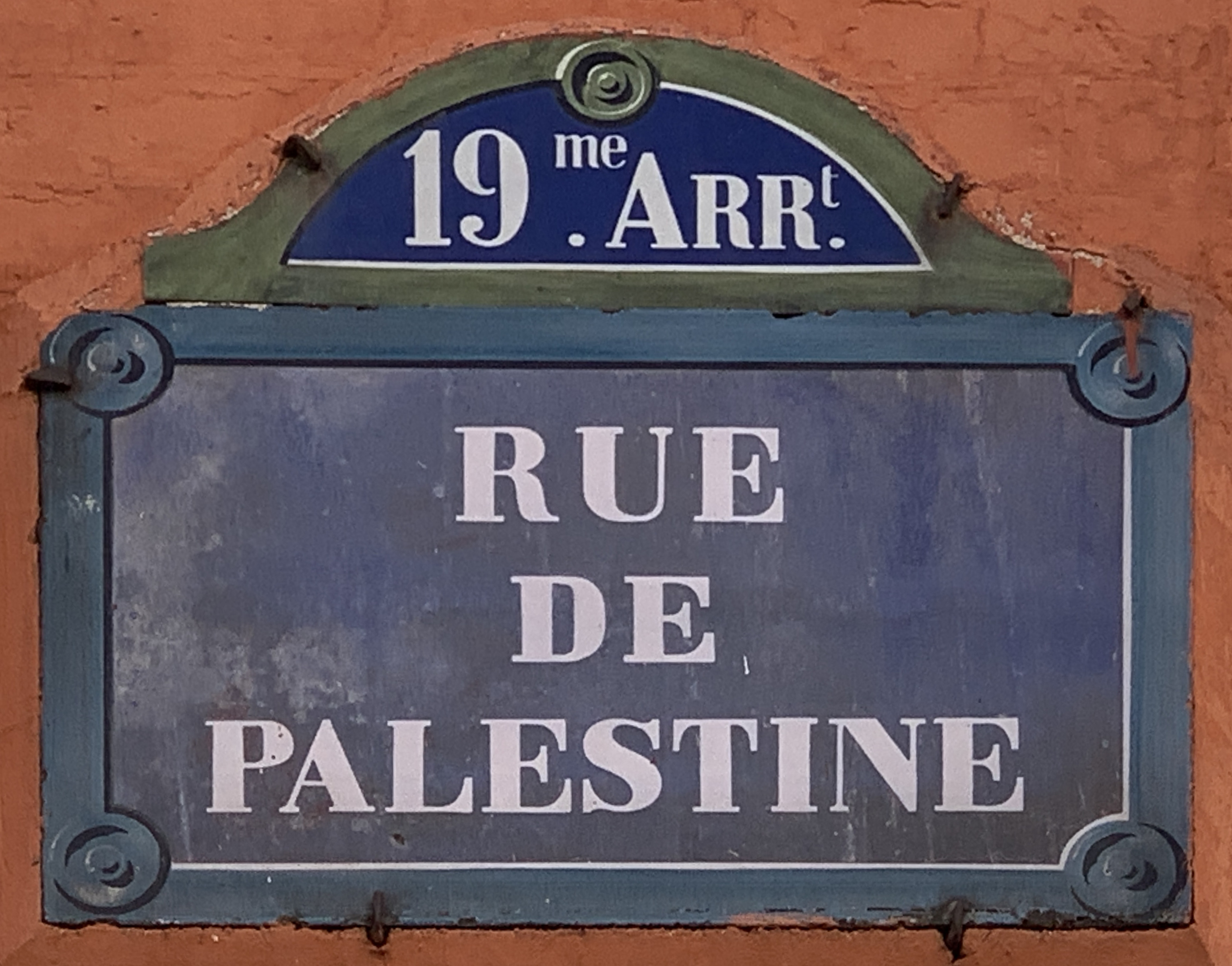
Plaque de la rue.

La rue porte le nom de la région de Palestine en raison du voisinage de l'église Saint-Jean-Baptiste de Belleville.

## Historique
La rue de Palestine est à l'origine partie de la « place de l'Église » située sur l'ancienne commune de Belleville.
Elle est classée dans la voirie parisienne par un décret du 23 mai 1863 et prend sa dénomination actuelle par un arrêté du 3 septembre 1869.
Le tronçon qui la relie à la rue des Solitaires est percé en 1874 en même temps que la rue du Jourdain.

## Bâtiments remarquables et lieux de mémoire
Le sud de la rue longe le côté est de l'église Saint-Jean-Baptiste de Belleville.
Au no 1 se trouve l'école maternelle publique Palestine.
Le regard du Chaudron, ancien regard de l'aqueduc de Belleville, est situé au no 6, dans la cour de l'immeuble ; il est classé monument historique depuis 1899.
À ce même numéro se trouve une église orthodoxe autocéphale ukrainienne. Elle y est installée depuis 1970. Au premier étage se trouve la bibliothèque Simon-Pétlura.

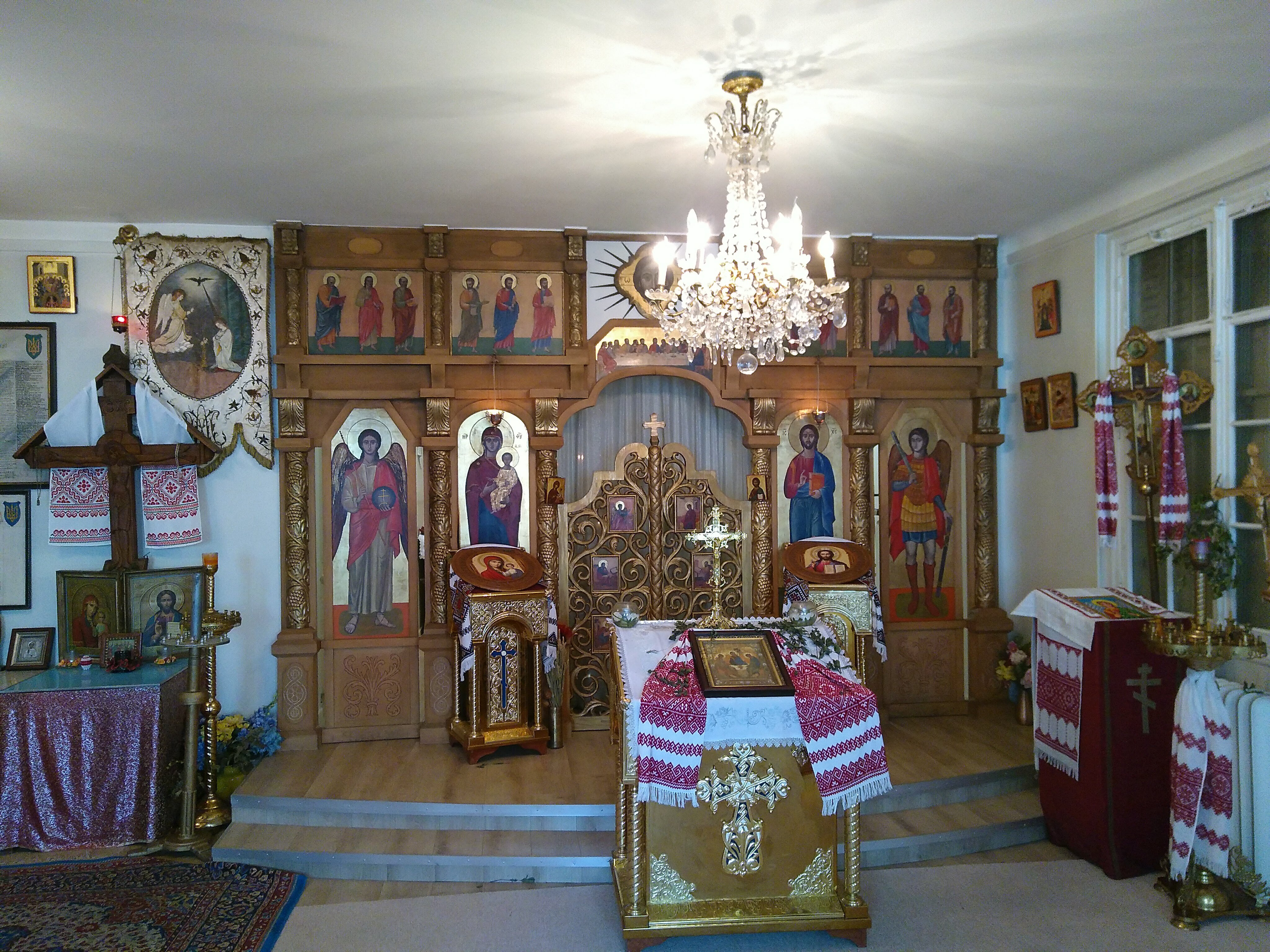
Vue intérieure.